# Neligh
Neligh és una població dels Estats Units a l'estat de Nebraska. Segons el cens del 2000 tenia 1.651 habitants.

## Demografia
Segons el cens del 2000, Neligh tenia 1.651 habitants, 697 habitatges, i 443 famílies. La densitat de població era de 671 habitants per km².
Dels 697 habitatges en un 28,7% hi vivien nens de menys de 18 anys, en un 53,5% hi vivien parelles casades, en un 8% dones solteres, i en un 36,3% no eren unitats familiars. En el 34,1% dels habitatges hi vivien persones soles el 21,1% de les quals corresponia a persones de 65 anys o més que vivien soles. El nombre mitjà de persones vivint en cada habitatge era de 2,26 i el nombre mitjà de persones que vivien en cada família era de 2,89.
Per edats la població es repartia de la següent manera: un 24% tenia menys de 18 anys, un 5,9% entre 18 i 24, un 22,2% entre 25 i 44, un 23,1% de 45 a 60 i un 24,8% 65 anys o més.
L'edat mediana era de 44 anys. Per cada 100 dones de 18 o més anys hi havia 78,5 homes.
La renda mediana per habitatge era de 30.580 $ i la renda mediana per família de 39.750 $. Els homes tenien una renda mediana de 29.261 $ mentre que les dones 16.667 $. La renda per capita de la població era de 17.888 $. Aproximadament el 10,6% de les famílies i el 14,2% de la població estaven per davall del llindar de pobresa.

## Poblacions més properes
El següent diagrama mostra les poblacions més properes.